# Проджер, Шарлотт
Шарлотт Проджер (англ. Charlotte Prodger; род. 1974, Борнмут, Дорсет) — британская квир-художница и кинорежиссёр, работающая с «движущимися изображениями, печатными изображениями, скульптурой и письмом». Среди её фильмов — «Статика» (2021), SaF05 (2019), LHB (2017), «Проходя как большая серая сова» (2017), «БРИДЖИТ» (2016), «Тропа Стонеймоллан» (2015) и HDHB (2012). В 2018 году она получила премию Тёрнера.

## Биография

### Ранние годы
Шарлотт Проджер родилась в Борнмуте в 1974 году. В период с 1997 по 2001 год она изучала изобразительное искусство (студийная практика и современная критическая теория) в Голдсмитс-колледже, а в 2010 году получила степень магистра изобразительного искусства в Школе искусств Глазго.

### Карьера
Проджер работает с «движущимися изображениями, печатными изображениями, скульптурой и письмом». Её фильм «Тропа Стонеймоллан» представляет собой компиляцию сцен, снятых с конца 1990-х годов с использованием «старой видеокамеры, HD и более свежих кадров с iPhone». Её фильм «БРИДЖИТ» затрагивает проблемы квир-идентичности и был снят на iPhone.
В 2017 году Проджер приняла участие в проекте Berwick Artists' Moving Image Residency, где разработала LHB, новую одноэкранную работу для кино, премьера которой состоялась на фестивале Berwick Film & Media Arts-2017.
В 2018 году она получила премию Тёрнера за выставки BRIDGIT и Stoneymollan Trail в Bergen Kunsthall в Норвегии. С 11 мая по 24 ноября 2019 года выставки были представлены партнёрским проектом Scotland+Venice в доках Арсенала в рамках 58-й Венецианской биеннале. В рамках сопутствующих мероприятий компания Scotland+Venice поручила Шарлотт Проджер создать SaF05 (2019) , новую одноканальную видеоработу, которая будет показана в семи кинотеатрах и арт-центрах Шотландии. Премьера в Великобритании состоялась 27 июня 2019 года в Центре цифровых искусств Tower в Аргайл и Бьют. Показанная работа является последней из трилогии, которая началась с работы «Тропа Стонеймоллан» (2015), за которой последовала «БРИДЖИТ» (2016). Куратором работы выступила Линси Янг в сотрудничестве с Алексией Холт из Cove Park, где и была разработана работа.
Трилогию представляли Холлибуш Гарденс (Лондон) и Кендалл Копп (Глазго).

## Творчество

### Фильмы
- HDHB (2012) в сотрудничестве с Корин Сворн – 10 минут
- Тропа Стонеймоллан (2015) – 43 минуты
- БРИДЖИТ (2016) – 32 минуты
- Проходя как большая серая сова (2017) – 6 минут
- LHB (2017) – 20 минут
- SaF05 (2019) – 39 минут

### Выставки
Сольные:
- handclap/punchhole, Кендалл Копп, Глазго, 2011 г.
- Без названия, Intermedia CCA, Glasgow International, 2012[14]
- Шарлотта Проджер/Джейсон Лебс, Эссекс-стрит, Нью-Йорк, 2012 г.[15]
- Перкуссия Biface 1-13, Студия Вольтер, Лондон, 2012[16]
- Воскресная художественная ярмарка, Кендалл Копп, Лондон, 2013 г.
- Нефатити, Международная директорская программа Глазго, 2014 г.[17]
- Markets, Chelsea Space, Лондон, представлено The Block, 2014 г.[18]
- Ярмарка Frieze Art Fair, Копп Астнер, остров Рэндалла, Нью-Йорк, 2015 г.
- Тропа Стонеймоллан, Галерея Темпл Бар, Дублин, 2015 г.[19]
- 8004-8019, остров Спайк, Бристоль, Великобритания, 2015 г.[20]
- Шарлотт Проджер, Kunstverein, Дюссельдорф, Германия, 2016 г.[21]
- БРИДЖИТ, Холлибуш Гарденс, Лондон, 2016 г.[22]
- SUBTOTAL, SculptureCenter, Нью-Йорк, 2017 г.
- БРИДЖИТ/Тропа Стонеймоллан, Берген Кунстхолл, Берген, Норвегия, 2017/2018 гг.[7][23]
- Colon Hyphen Asterix, Холлибуш Гарденс, Лондон, 2018 г.
- Scotland+Venice, 58-я Международная художественная выставка, Венецианская биеннале, 2019[9]
- SaF05, Стеделикский музей, Амстердам, Нидерланды, 2021 г.[24]
- Заготовки и преформы, Художественный музей Винтертур, Швейцария, 2021 г.[25]

Групповые:
- Что мы делаем с помощью слов, CCA, Глазго, 2011 г.[26]
- Soundworks, ICA, Лондон, 2012 г.
- Замерзшие озёра, Artists Space, Нью-Йорк, 2013 г.[27]
- Costume: Written Clothing, арт-центр Tramway, Глазго, 2013 г.[28]
- Дыры в стене, Кунстхалле, Фрайбург, 2013 г.[29]
- Анналы двадцатого века, Wysing Arts, Кембридж, 2014 г.[30]
- Тайная жизнь, Мюррей Гай, Нью-Йорк, 2015 г.[31]
- Интерьер, который остаётся экстерьером, Кюнстлерхаус, Грац, 2015 г.[32]
- British Art Show 8, Художественная галерея Лидса, Эдинбургский дом Инверлейта, Нориджский университет искусств, Городская художественная галерея Саутгемптона, 2015 г.[33]
- Вес данных, Tate Britain, Лондон, 2015 г.[34]
- British Art Show 8, Художественная галерея Лидса, Эдинбургский дом Инверлейта, Нориджский университет искусств, Городская художественная галерея Саутгемптона, 2016 г.[33]
- Эвиг Вайблече, Копп Астнер, Глазго, 2017 г.
- Каминг-аут: сексуальность, гендер и идентичность, Бирмингемский музей и художественная галерея, 2017 г.[35]
- Премия Тёрнера-2018, Tate Britain, Лондон, 2018 г.[3][36]
- Всегда разные, всегда одинаковые: эссе об искусстве и системах, Bündner Kunstmuseum, Кур, 2018 г.[37]
- Мигрирующие миры: искусство движущегося изображения в Великобритании, Йельский центр британского искусства, Нью-Хейвен, 2019 г.[38]
- Девять жизней, Общество Возрождения, Чикагский университет, 2020 г.[39]
- Дислокации, Художественная галерея Хантериан, Глазго, 2021 г.
- Язык — это река, Музей современного искусства Университета Монаш, Мельбурн, Австралия, 2021 г.[40]

### Коллекции
Работы Шарлотт Проджер хранятся в следующих публичных коллекциях:
- Коллекция Совета по делам искусств, Великобритания: 1 фильм, «БРИДЖИТ» (по состоянию на декабрь 2018 г.)[41]

## Личная жизнь
Проджер живет и работает в Глазго.